# 荷蘭鍋

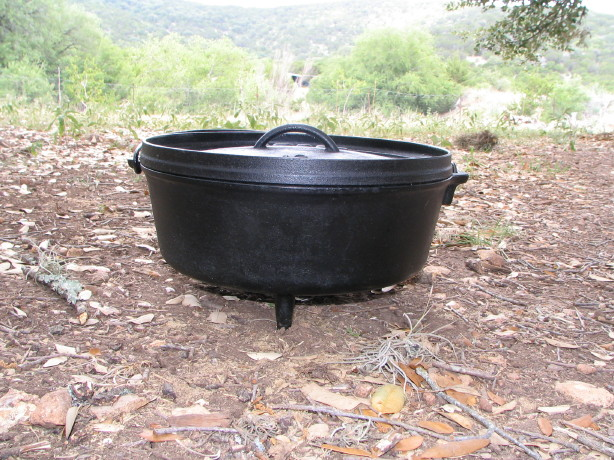
一口荷兰锅

荷兰锅是一种带盖的厚壁煮锅，通常用铸铁做成，但也可用铝、瓷等其他材料制作。它源自英国而非荷兰，是欧洲国家较常见的一种煮锅。

## 历史
17世纪时英格兰的家用炊具多是黄铜做成的，但当时黄铜无论是从荷兰进口（价格略低）还是本地生产都很昂贵。1704年布里斯托尔黄铜公司（Brass Works Company of Bristol）的亚伯拉罕·达比前往荷兰学习黄铜铸造法，发现荷兰人用的铸模是砂製而不是泥製的，而这有利于铸成质量更好的器皿。1706年他开始在布里斯托尔用新方法铸造炊具，随后又意识到使用铸铁的东西更便宜，經过反复试验之后终于做出铸铁的炊具来。1707年他将用砂模铸铁的方法申请了专利，因为这方法本身是来自荷兰的，所以做出来的锅又叫“荷兰锅”（Dutch oven）。根据历史记录，这个英语词最早在1710年就已经出现。

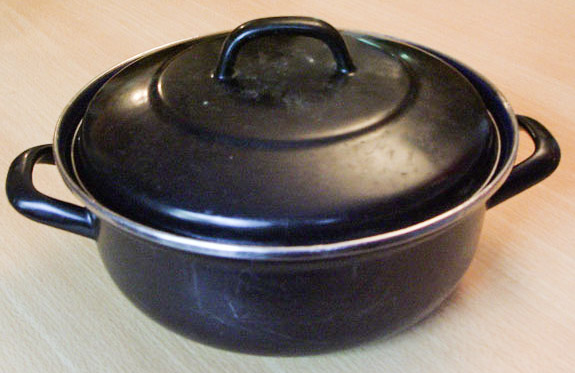
荷兰的“braadpan”

1891年荷兰炊具制造商BK发明的“braadpan”（又叫sudderpan）与荷兰锅外观几乎一样，但这实际是一种搪瓷的铁制炒锅。

## 扩展阅读
- Ragsdale, John. . Taylor Trade Publishing. 2006. ISBN 978-1-58979-352-1.
- Stucki, Dick. . Bonnevile Publishing Co. 2006. ISBN 978-0-925838-00-1.
- Mills, Sheila. . McGraw-Hill Professional. 2008. ISBN 978-0-07-154660-7.
- Joan S. Larsen. Lovin' Dutch Ovens. 1991 LFS Publications.